# كارستن برون
كارستن برون هو سياسي دنماركي، ولد في 24 نوفمبر 1953 في Holte ‏ في الدنمارك. نشط حزبياً في الحزب الليبرالي.